# Vlčice (Střížovice)
Vlčice (německy Wlcic) jsou vesnice, část obce Střížovice v okrese Jindřichův Hradec v Jihočeském kraji. Nacházejí se necelé dva kilometry od Strmilova. V roce 2011 zde trvale žilo 411 obyvatel.

## Historie
První písemná zmínka o vesnici pochází z roku 1399.

## Obyvatelstvo
| Rok            | 1869 | 1880 | 1890 | 1900 | 1910 | 1921 | 1930 | 1950 | 1961 | 1970 | 1980 | 1991 | 2001 | 2011 | 2021 |
| -------------- | ---- | ---- | ---- | ---- | ---- | ---- | ---- | ---- | ---- | ---- | ---- | ---- | ---- | ---- | ---- |
| Počet obyvatel | 186  | 204  | 214  | 165  | 160  | 136  | 134  | 122  | 129  | 120  | 348  | 473  | 479  | 411  | 376  |
| Počet domů     | 20   | 22   | 25   | 25   | 28   | 28   | 31   | 39   | 34   | 30   | 28   | 40   | 43   | 44   | 50   |

## Obecní správa
Při sčítání lidu v letech 1850–1960 Vlčice byly samostatnou obcí v okrese Jindřichův Hradec. V letech 1961–1979 byly částí obce Střížovice v okrese Jindřichův Hradec. Od 1. ledna 1980 do 30. června 1990 byly částí obce Kunžak v okrese Jindřichův Hradec. Od 1. července 1990 jsou opět částí obce Střížovice v okrese Jindřichův Hradec. V letech 1850–1960 k obci patřil Budkov.